# Fidèle Ngo Bayigbedeg
Fidèle Ngo Bayigbedeg, née le 1er octobre 1994 à Pouma, est une actrice camerounaise.

## Biographie

### Enfance et débuts
Fidèle Ngo Bayigbedeg naît le 1er octobre 1994 à Pouma dans la région du Littoral au Cameroun, d'un père enseignant.
Après le baccalauréat, elle obtient une licence en art du spectacle et cinématographie à l’université de Yaoundé I.

### Carrière
Fidèle travaile avec des cinéastes et producteurs tels Ebenezer Kepombia, Ulrich Takam et Franck Thierry Léa Malle,,.

## Filmographie

### Films
- 2018 : Angles de Franck Thierry Léa Malle
- 2019 : Innocente de Franck Thierry Léa Malle

### Séries
- 2023 : La Bataille des chéries d'Ebenezer Kepombia

### Web-séries
- 2022 : Les Douleurs de Takam d'Ulrich Takam